# Kościół św. Anny w Jakubowie
Kościół świętej Anny – rzymskokatolicki kościół parafialny należący do dekanatu Mińsk Mazowiecki – Narodzenia NMP diecezji warszawsko-praskiej.
Obecna świątynia w stylu neogotyckim została wzniesiona w latach 1903–1905 z cegły wypalanej na miejscu, według projektu architekta Józefa Piusa Dziekońskiego, dzięki staraniom księdza Kazimierza Sobolewskiego. Budowa została sfinansowana z ofiar miejscowej ludności. Kościół został konsekrowany przez biskupa Kazimierza Ruszkiewicza w dniu 26 lipca 1905 roku. Podczas swej historii świątynia była trzy razy remontowana: w 1928, 1966 i 1990 roku.
W kościele znajduje się obraz św. Anny Samotrzeciej z XIX wieku. 12 listopada 2023 roku obraz został koronowany przez biskupa warszawsko-praskiego Romualda Kamińskiego.